# コリーン・デューハースト
コリーン・デューハースト（Colleen Dewhurst, 1926年3月6日 - 1991年8月22日）はカナダ・モントリオール出身の俳優。

## 略歴
元フットボール選手の父親と、秘書をしていた母親の間に生まれる。
American Academy of Dramatic ArtsとJoseph Anthony and Harold Clurmanで演技を学び、1952年にブロードウェイの舞台『楡の木陰の欲望』で俳優デビュー。舞台では2度トニー賞、TVでは『TVキャスター マーフィー・ブラウン』の母親役で二度エミー賞を受賞している｡
映画では『11人のカウボーイ』『マックQ』『アニー・ホール』『夕暮れにベルが鳴る』『デッドゾーン』などに出演しているが、一般的には『赤毛のアン』のマリラ役の方が馴染みがある。
三度の結婚と離婚経験があり、その内の2度の相手は俳優ジョージ・C・スコット。彼との間に生まれた息子キャンベル・スコットはその後俳優になった。
1991年8月22日に死去。

## 出演作品
- 尼僧物語 The Nun's Storyt （1959年）
- FBIモスクワに潜入せよ Man on a String （1960年）
- 素晴らしき男 A Fine Madness （1966年）
- ラスト・ラン/殺しの一匹狼 The Last Runt （1971年）
- 11人のカウボーイ The Cowboys （1972年）
- マックQ McQ （1974年）
- アニー・ホール Annie Hall （1977年）
- アイス・キャッスル Ice Castles （1978年）
- 夕暮れにベルが鳴る When a Stranger Calls （1979年）
- マイ・ハート・マイ・ラブ Tribute （1980年）
- ガイアナ人民寺院の惨劇 Guyana Tragedy: The Story of Jim Jones （1980年）
- デッドゾーン The Dead Zone （1983年）
- グリッタードーム The Glitter Dome （1984年）
- 赤毛のアン Anne of Green Gables （1985年）
- ミリィ/少年は空を飛んだ The Boy Who Could Fly （1986年）
- 続・赤毛のアン/アンの青春 Anne of Green Gables: The Sequel （1987年）
- アクシデント Hitting Home （1987年）
- 丘の家のジェーン Lantern Hill （1990年）
- アボンリーへの道 Road to Avonlea （1990年-1996年）
- 愛の選択 Dying Young （1991年）